# Keith Newton
Keith Newton (Liverpool, 10 de abril de 1952) é um ex-bispo anglicano, recebido em plena Comunhão com a Sé de Pedro na Solenidade de Santa Maria Mãe de Deus, 1 de janeiro de 2011, a fim da ereção do primeiro Ordinariato pessoal para anglicanos para a Inglaterra e País de Gales. Anteriormente, serviu como bispo de Richborough de 2002 até 2010. De 2011 até 2024, foi Ordinário Pessoal de Our Lady of Walshingham.

## Ministério Anglicano

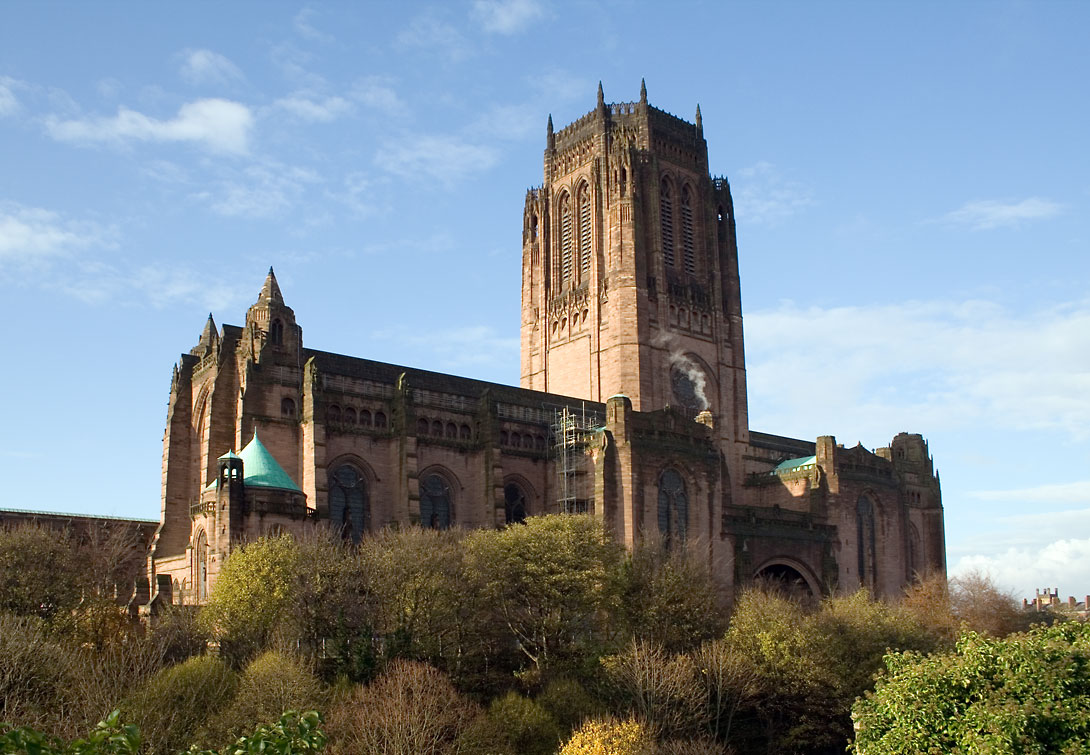
Catedral Anglicana de Liverpool.

Segundo de dois irmãos, é casado com Gill Donnison desde 25 de agosto de 1973 e tem três filhos: Lucy, Tom e James. Frequentou a Alsop High School de Liverpool (1963 - 1970), realizando sucessivamente os estudos de Teologia no King's College (1970 - 1973), onde obteve o diploma de Bachelor of Divinity e depois lhe foi conferido o título de Associate of King's College. Obtido o Post Graduate Certificate of Education junto ao Christ Church College da Cantuária (1974), prosseguiu com a formação em vista do sacerdócio na Igreja da Inglaterra no St. Augustine's College da Cantuária.
Ordenado diácono em 1975 e presbítero em 1976 para a diocese anglicana de Chelmsford, desempenhou sua primeira função de vigário paroquial na Igreja de Santa Maria em Great Ilford. Em 1978 foi nomeado pároco no Wimbledon Team Ministry na diocese anglicana de Southwark. De 1985 a 1991, pôs-se a serviço da Diocese do Sul do Malawi, na Província Anglicana da África Central; de 1986 a 1991, foi decano da Catedral de São Paulo em Blantyre, Malawi. Regressou ao Reino Unido em 1991, servindo na diocese anglicana de Bristol, primeiro como padre encarregado e a partir do ano seguinte como vigário em Knowle, na paróquia de Holy Nativity, até sua nomeação. Newton também foi nomeado Reitor Rural de Brislington (1995-1999), Reitor de Área de Bristol Sul (1999-2002) e Cônego Honorário da Catedral de Bristol em 2000. 
Foi ordenado bispo anglicano em 7 de março de 2002 pelo arcebispo de Cantuária, George Carey, desempenhando de 2002 a 2010 o ministério de Bispo sufragâneo de Richborough e a função de Visitador Episcopal Provincial na Província de Cantuária.

## Plena Comunhão com a Igreja
Em 2008, Newton se encontrou com autoridades da Congregação para a Doutrina da Fé para discutir a possibilidade de ingressar na Igreja Católica. Aos 8 de novembro de 2010, juntamente com outros quatro bispos anglicanos (dois ativos e dois eméritos), Keith Newton anunciou sua renúncia, com efeito a partir de 31 de dezembro daquele ano, para deixar a Igreja da Inglaterra, entrar em plena comunhão com Roma e juntar-se ao futuro Ordinariato da Inglaterra e do País de Gales.

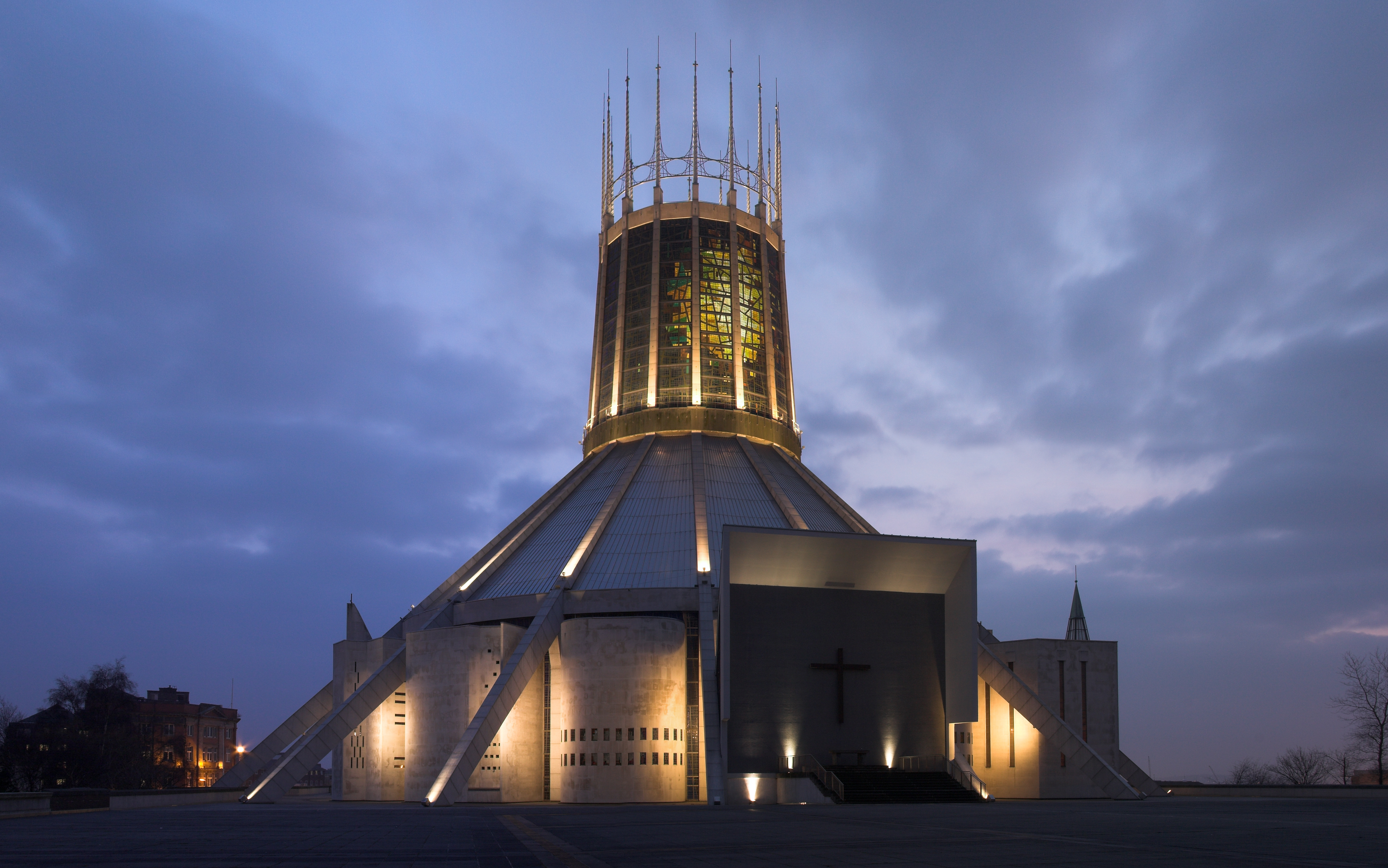
Catedral católica de Liverpool.

Foi recebido na Igreja Católica Apostólica Romana ao 1º de janeiro de 2011 em cerimônia discreta na Catedral Católica de Westminster por Dom Vincent Nichols (arcebispo de Westminster). Também foram crismados sua esposa Gill, Andrew Burnham (ex-bispo de Ebbsfleet) e sua esposa Cathy, John Broadhurst (ex-bispo de Fulham) e sua esposa Judith e três freiras da Society of St Margaret (Walsingham), as irmãs Carolyne Joseph, Jane Louise e Wendy Renate.

### OrdenaçãoAbsolute
Visto que as ordenações anglicanas são consideradas inválidas pela Igreja Católica Romana — isto é, não seriam verdadeiramente sacramento, donde se tem que quem as recebe não munda ontologicamente, não se torna sacerdote — para Igreja Católica, todo convertido tem de ser ordenado absolute (absolutamente) — ou seja, sem dúvida com relação a uma possível ordenação anterior: esta não existiu sacramentalmente, pode-se afirmar. A invalidade das ordens anglicanas é explicada pelo Sumo Pontífice Leão XII em sua Bula Apostolicæ Curæ:
| "Ora, as palavras que até a última geração estavam universalmente em uso pelos anglicanos, a fim de serem a forma propriamente dita da ordenação ao sacerdócio, a saber, "Recebe o Espírito Santo", estão certamente longe da significação precisa da ordem do presbiterato, ou de sua graça e poder, que é especialmente o poder de consagrar e oferecer o verdadeiro corpo e sangue do Senhor naquele sacrifício que não é mera comemoração do sacrifico cumprido na cruz. Essa forma foi, é verdade, posteriormente acrescida das palavras "para o ofício e a obra de um sacerdote", mas isso antes prova que os anglicanos estavam conscientes de que as primeiras palavras eram defeituosas e inadequadas. E a adição, mesmo que fosse capaz de dar a necessária significação à forma, foi introduzida muito tarde, porque um século já se escoara desde a aceitação do Edwardian Ordinal: a hierarquia tinha terminado e já não restava nenhum poder para ordenar." |

Após a publicação da Bula supracitada, 1896, muitos anglo-católicos buscaram o sacerdócio católico submetendo-se a nova ordenação por bispos vetero-católicos da União de Utrecht, porém reconhecidamente válidos. Origina-se, assim, nova problemática em relação à validade do sacerdócio de alguns anglicanos. A fim de assegurar a validade futura daqueles que se inserem na Igreja Católica e de facilitar o processo de comunhão, o Santo Padre Bento XVI em sua Constituição Apostólica Anglicanorum Coetibus legisla que não seriam avaliados tais casos e todos serão tratados iguais neste ponto:
| "Todos aqueles que exerceram o ministério de diáconos, presbíteros ou bispos anglicanos, que respondem aos requisitos estabelecidos pelo direito canónico e não estão impedidos por irregularidades ou outros impedimentos, podem ser aceites pelo Ordinariato como candidatos às Ordens Sagradas na Igreja Católica." |

Aos 13 de janeiro de 2011, pois, Newton foi ordenado validamente diácono na Capela do Seminário e dois dias depois (15 de janeiro), presbítero, na mesma cerimônia litúrgica em que foi erigido o Ordinariato e em que foi nomeado Ordinário, na Catedral de Westminster. Em sua primeira missa batizou seu primeiro neto, filho de Lucy, sua filha — católica desde meados de 2010 —, com seu esposo, católico praticante.

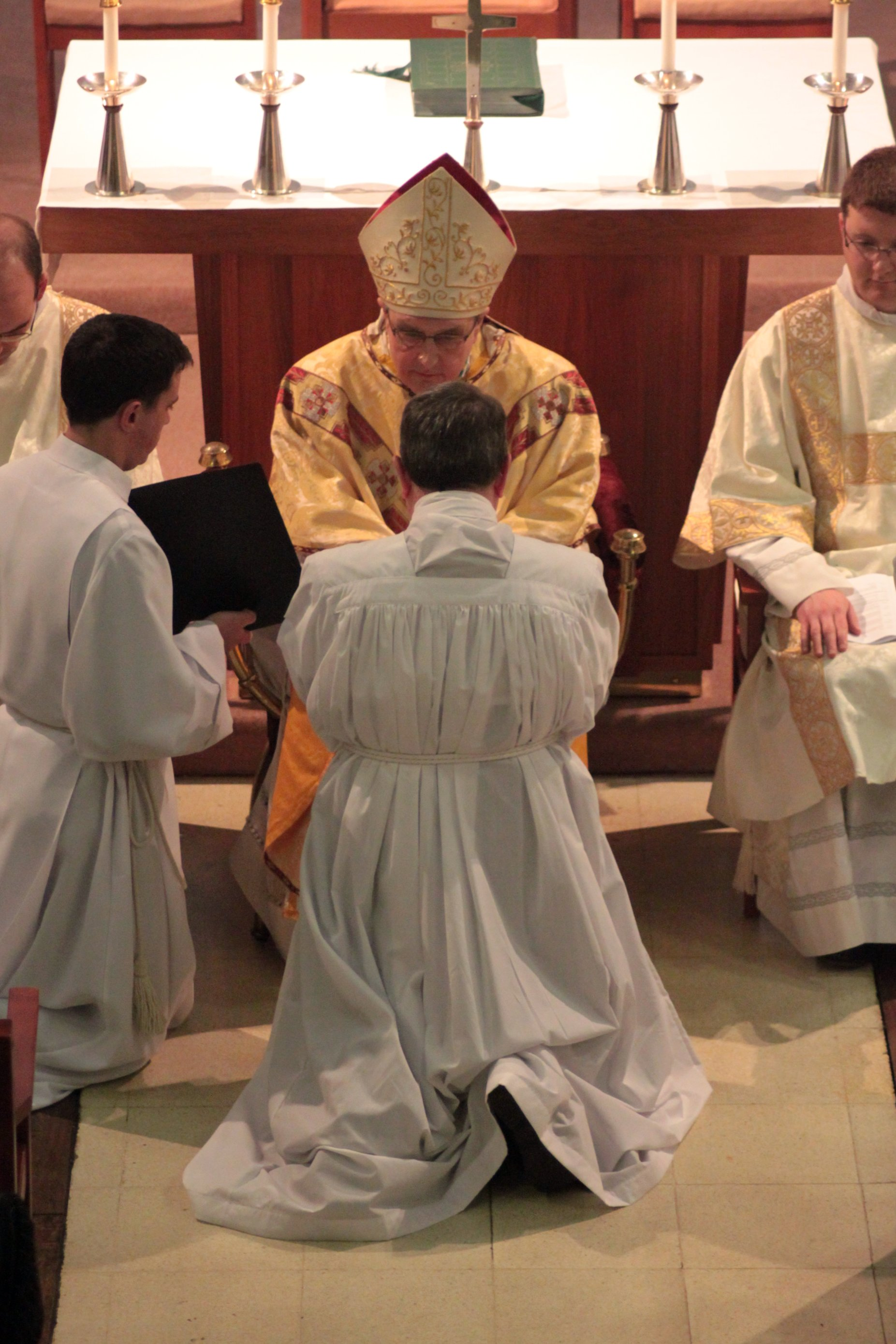
Keith Newton faz a Promessa de Obediência ao Bispo Alan Hopes.
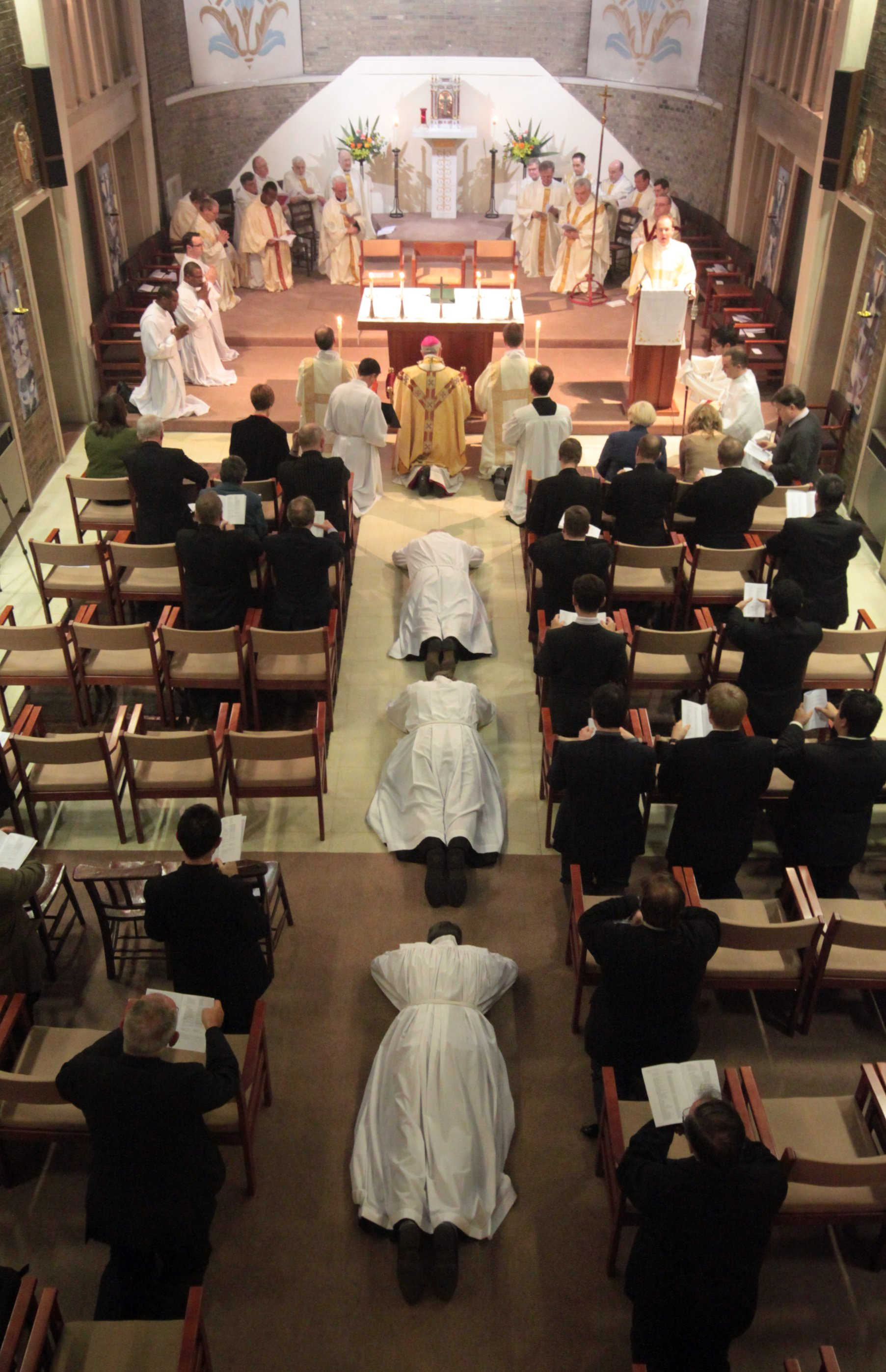
Litania dos Santos.
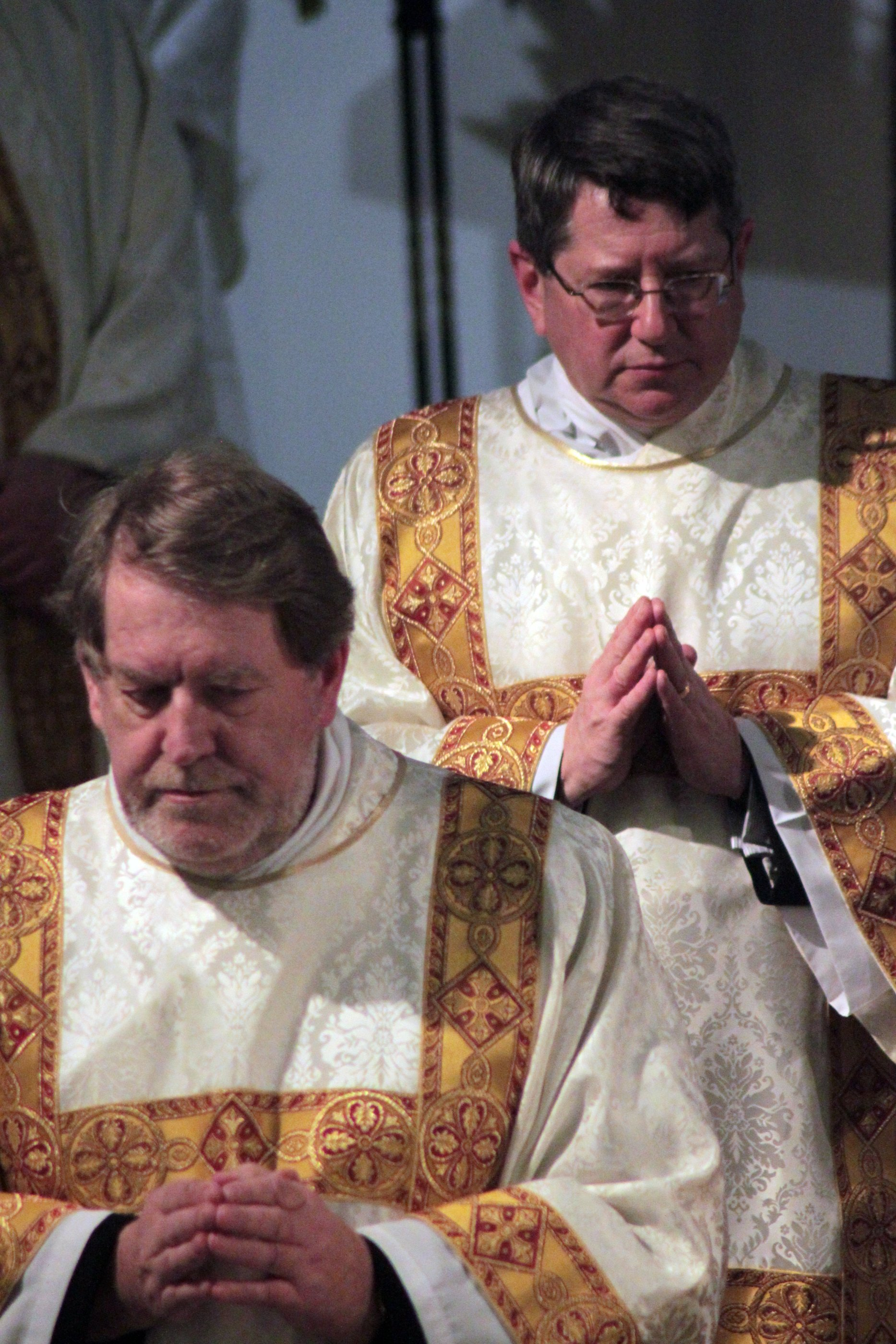
Procissão Final.
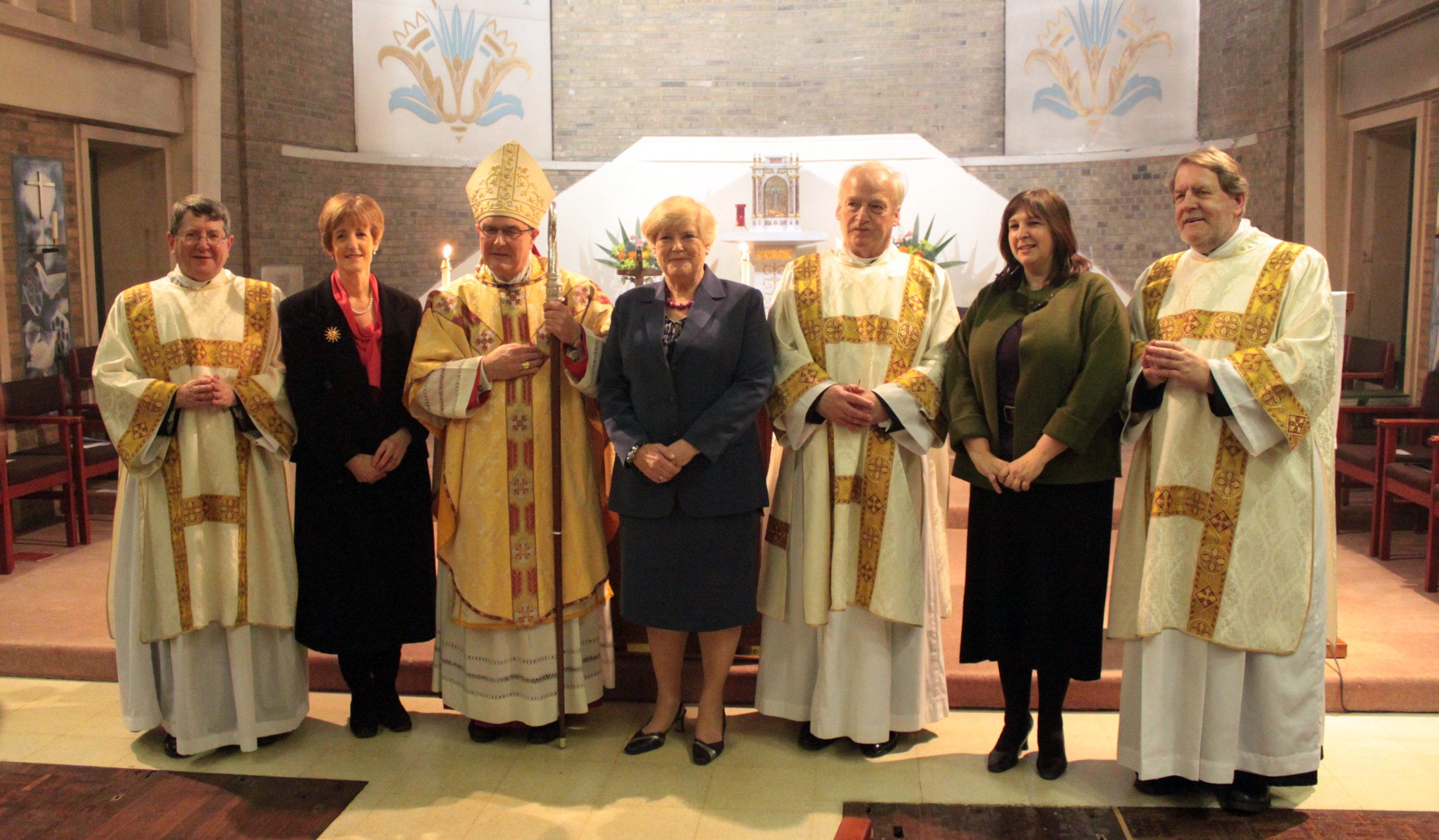
Bispo, diáconos e suas esposas.
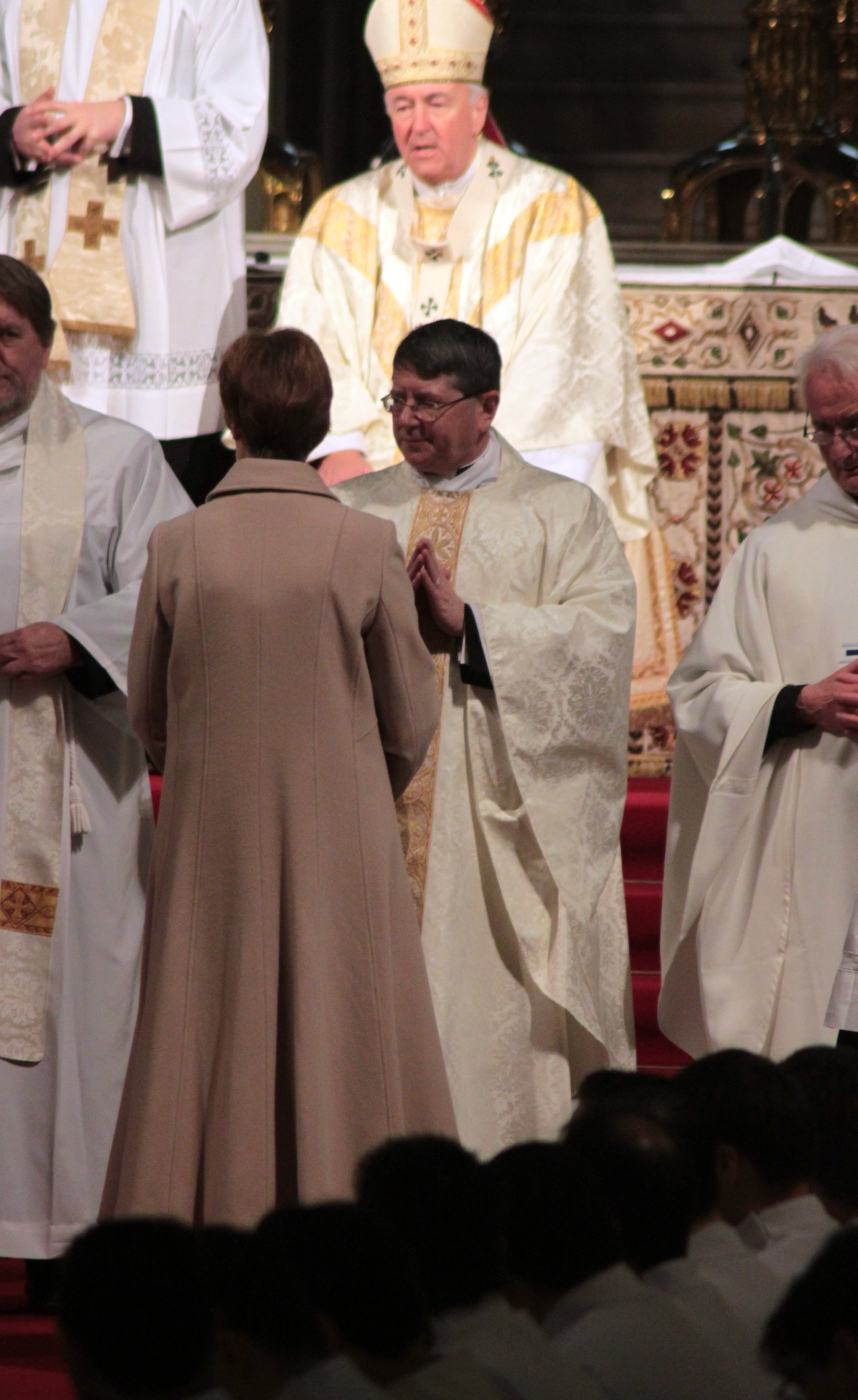
Keith e Gill Newton após a vestição paramental com a casula por ela entregue.
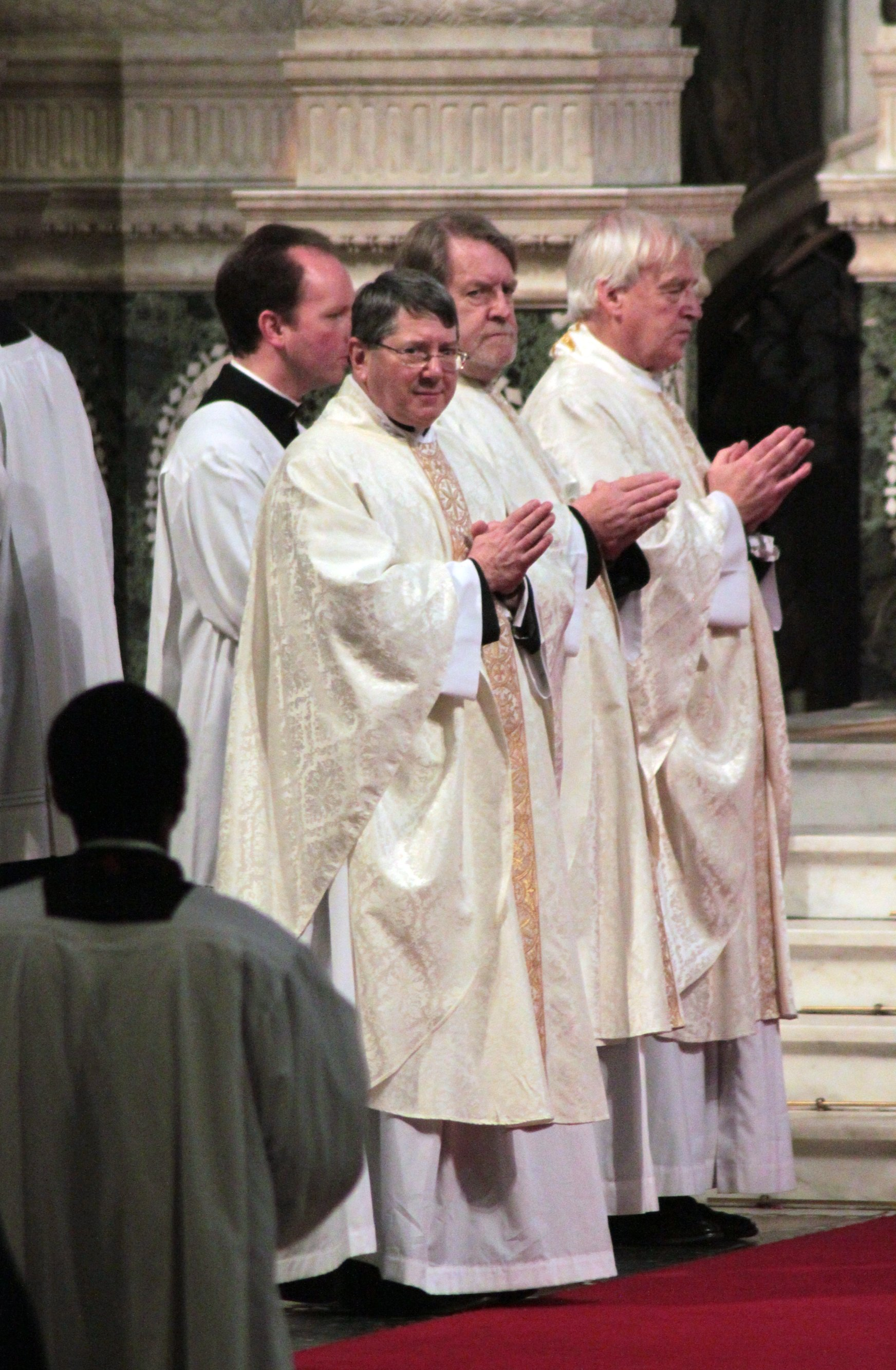
O Ordinário e seus auxiliares, neopresbíteros.
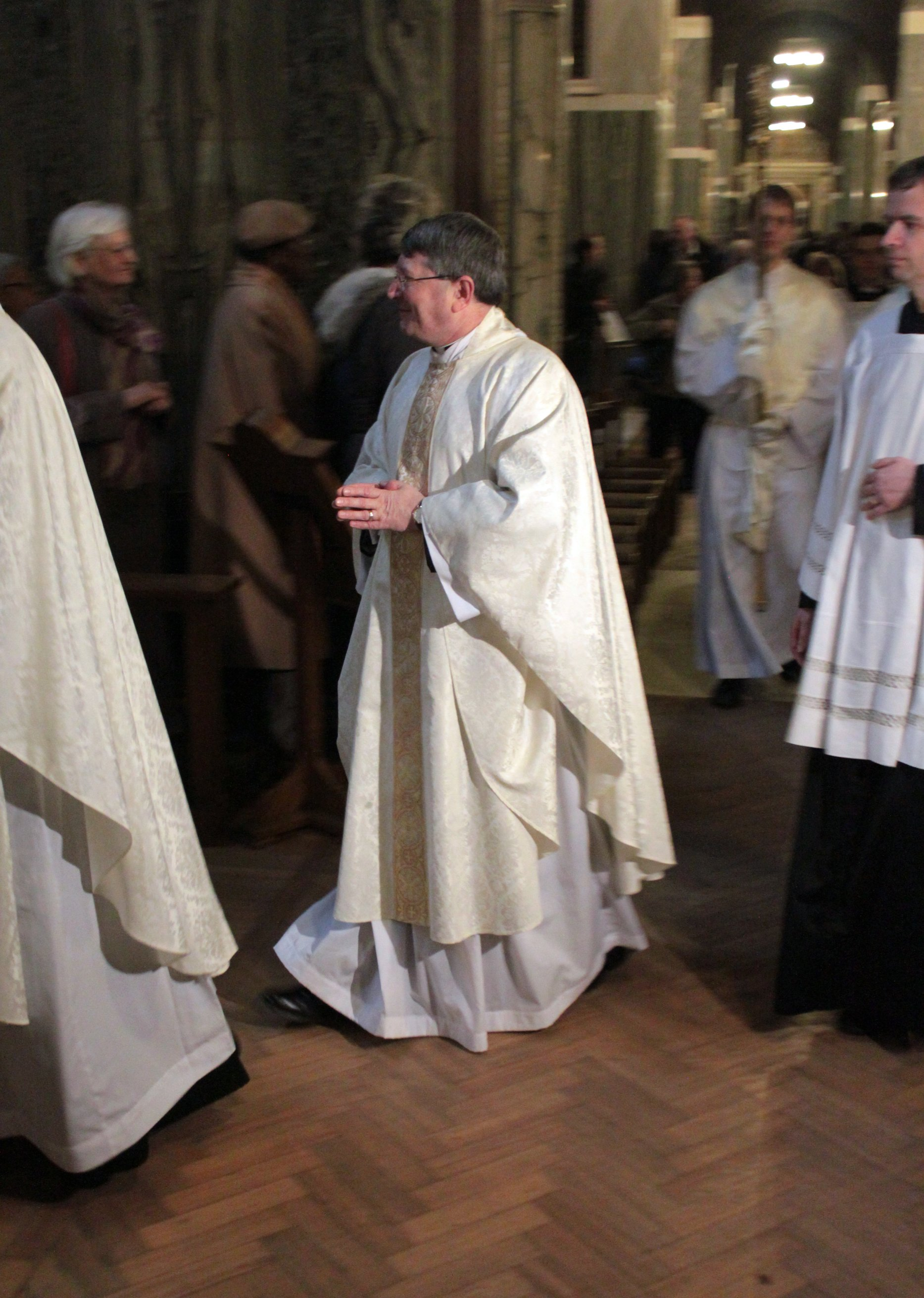
Procissão Final.
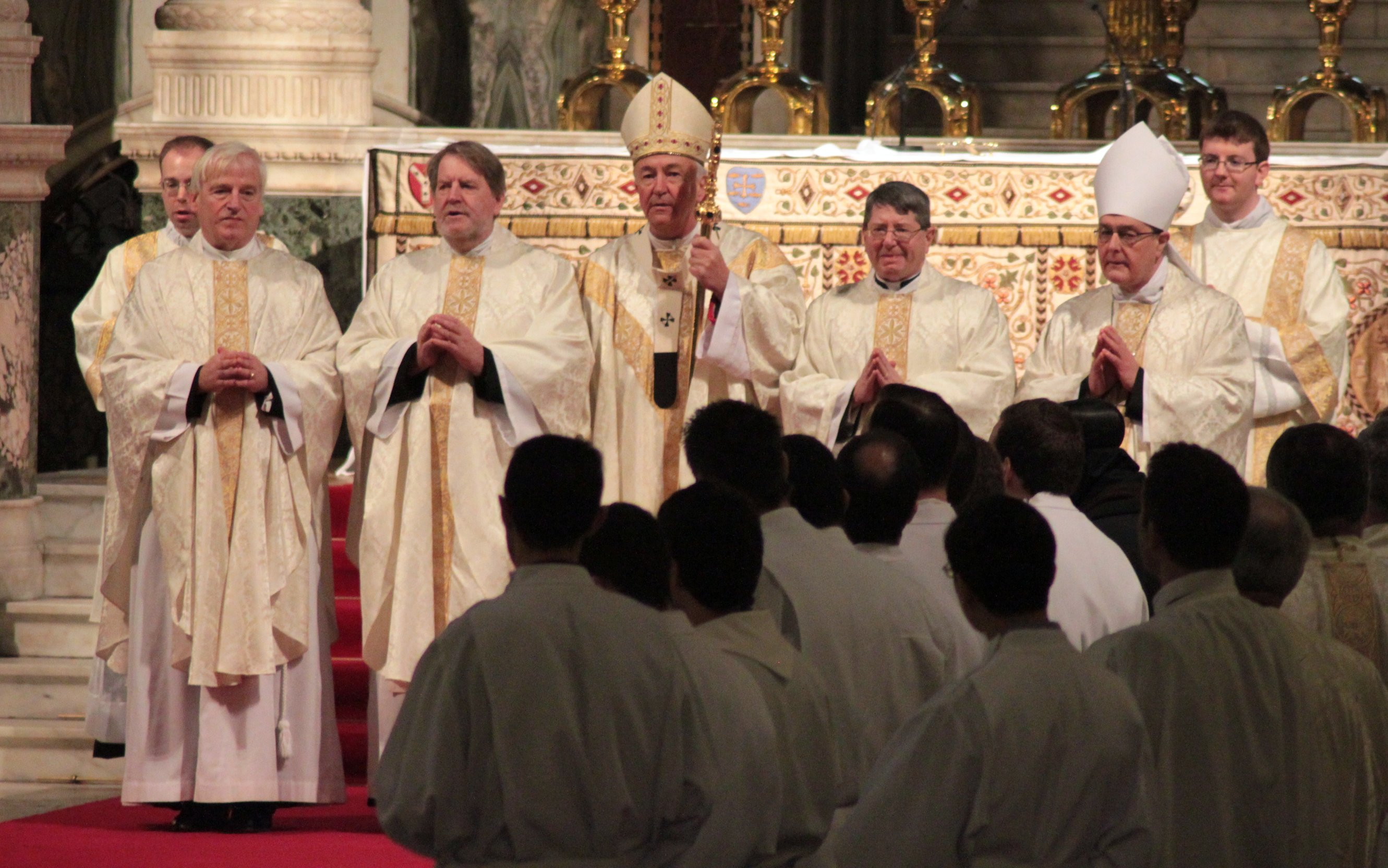
Arcebispo e Auxiliar de Westminster com os três ordenados.

### Primeiro Ordinário
Sendo um homem casado, a Igreja Católica não aceita que Newton seja um bispo, permitindo apenas sua ordenação como padre; contudo, conforme a Constituição Apostólica Anglicanorum Coetibus, do Papa Bento XVI, e após cuidadosa e estudada consulta à Conferência Episcopal da Inglaterra e País de Gales, a Congregação para a Doutrina da Fé erigiu a 15 de janeiro de 2011 o primeiro ordinariato. O Decreto de Ereção especificou o nome de Personal Ordinariate of Our Lady of Walsingham (Ordinariato Pessoal de Nossa Senhora de Walsingham), sob a proteção do Beato John Henry Newman, além de estabelecer o Pe. Keith Newton primeiro Ordinário.
Aplica-se-lhe especialmente o seguinte artigo das Normas Complementares à Constituição Apostólica Anglicanorum Coetibus da Congregação para a Doutrina da Fé:
| "Artigo 11 § 1. Um Bispo ex-anglicano e casado é elegível para ser nomeado Ordinário. Neste caso é ordenado presbítero na Igreja Católica e exerce no Ordinariato o ministério pastoral e sacramental com plena autoridade jurisdicional. § 2. Um Bispo ex-anglicano que pertence ao Ordinariato pode ser chamado para assistir o Ordinário na administração do Ordinariato. § 3. Um Bispo ex-anglicano que pertence ao Ordinariato pode ser convidado para participar nos encontros da Conferência dos Bispos do respectivo território, do mesmo modo que um bispo emérito. § 4. Um Bispo ex-anglicano que pertence ao Ordinariato e que não foi ordenado bispo na Igreja Católica, pode pedir à Santa Sé a autorização para usar as insígnias episcopais. " |

Em comunhão com John Broadhurst e Andrew Burnham, Newton deveria cuidar da preparação catequética do primeiro grupo de anglicanos da Inglaterra e País de Gales a serem recebidos na Igreja Católica com seus pastores na Páscoa de 2011 e acompanhar a preparação do clero a receber as Sagradas Ordens por ocasião do Pentecostes do mesmo ano; sua jurisdição era limitada aos dois demais presbíteros, suas esposas e três freiras.
Falando sobre sua jornada pessoal, Keith Newton disse que não vê "sua recepção na Igreja Católica como uma ruptura radical, mas como uma etapa em uma peregrinação de fé que começou em seu batismo". Agradecendo a Igreja Católica na Inglaterra e em Roma pelo seu encorajamento e ao Arcebispo de Canterbury Rowan Williams pela sua compreensão, ele indicou que a constituição Anglicanorum Coetibus permitiu a realização da forma de unidade com que ele há muito sonhava.
Em 17 de março de 2011, Keith Newton foi elevado pelo Papa Bento XVI ao posto de Protonotário Apostólico, o mais alto título eclesial para não bispos, enquanto os outros dois ex-bispos e agora padres Andrew Burnham e John Broadhurst receberam o título papal de Prelado de Honra. O Papa Francisco aceitou a renúncia de Monsenhor Newton em 29 de abril de 2024, nomeando David Arthur Waller como Bispo Ordinário.